# Al Nakheel Tower
Al Nakheel Tower est un gratte-ciel d'environ 200 mètres pour 26 étages construit en 2011 à Riyad en Arabie saoudite.